# Tito Vasconcelos
Tito Vasconcelos (Oaxaca, 1951) es un actor, director de teatro, profesor, empresario y activista de la diversidad sexual en México. Se dice que es sobrino de José Vasconcelos. Es un referente en el cabaret político mexicano y fundador de Cabaretito, una franquicia de sitios LGBT de la Zona Rosa de la Ciudad de México.

## Biografía
Migró a la Ciudad de México desde Oaxaca en 1965. Deseaba estudiar medicina pero en la escuela secundaria fue invitado por su profesora, Azucena Rodríguez, a participar como actor en distintas puestas escénicas. Estudió en la Escuela de Arte Teatral del Instituto Nacional de Bellas Artes. En ese contexto tendría a su primera profesora, Marcela Ruiz Lugo. Conoció en 1969 en la Zona Rosa al músico y director escénico José Antonio Alcaraz, de quien se haría asistente y amigo.  En 1976 hizo a Sarah Bernhardt en la obra Cartas de ultratumba, lo que implicó que se travistiera por primera vez en teatro. El montaje fue del agrado de Nancy Cárdenas, quien tras ello lo dirigió en el primer montaje en México de Misterio bufo de Darío Fo, en 1977. En ese año incursionaría por primera vez en el teatro de cabaret. Integró el Grupo Lambda de Liberación Homosexual, participando el 29 de junio de 1979 en la primera Marcha del Orgullo Homosexual en la Ciudad de México, hoy Marcha del Orgullo CDMX.
En 1980 creó junto a José Antonio Alcaraz y Fernando López Arriaga el primer montaje considerado por la crítica como teatro gay en México: Y sin embargo se mueven, mismo que fue estrenado el 23 de julio de 1980 en el Teatro Universitario Arcos Caracol de la UNAM. Hacia 1984 Vasconcelos inició como productor, especializándose en el cabaret. De 1992 a 1997 produjo este género con Jesusa Rodríguez en el teatro El Hábito, hoy El Vicio.
En septiembre de 1989 se convirtió en presentador del programa Ton's qué, primer espacio radial LGBT en la historia del país, emitido por Radio Educación. El programa cambia su nombre a Medianoche en Babilonia el 5 de abril de 1993 y es emitido hasta septiembre de 1997.
En 1998 fundó con su esposo, David Rangel, Cabaretito, un antro LGBT que tuvo su primera sede en la calle de Londres en la Zona Rosa. Con el tiempo Cabaretito se convertiría en una franquicia con diversos locales con conceptos diferenciados como café, antro, teatro, cabaret y discoteca.

## Obras de teatro

### Como actor
- 1969 - Muertos sin sepultura
- 1970 - Collage Sartre-Camus
- 1971 - Andorra
- 1972 - A puerta cerrada
- 1972 - Popol Vuh
- 1973 - La última puerta
- 1973 - Sancho Panza en la ínsula
- 1974 - Gismonda
- 1974 - Cartas de ultratumba
- 1974 - Yo, Celestina
- 1974 - Declamador sin maestro

### Como director escénico
- 1972 - Picnic en campaña
- 1979 - La caja misteriosa
- 1979 - El teléfono
- 1979 - El secreto de Susana

## Filmografía

### Cine
- Danzón (1991) como Susy
- Dollar Mambo (1993) como Travesti
- Al borde (1993) como Elrie
- De noche vienes, Esmeralda (1997) en distintos papeles
- Sin ton ni Sonia (2003) como Tony Dog
- El eden (2004)
- La vida precoz y breve de Sabina Rivas (2012) como Presentador Tijuanita
- Seguir viviendo (2014) como Tito

### Telenovelas
- El extraño retorno de Diana Salazar (1989) como Martín